# 宿 (市原市)
宿（しゅく）は、千葉県市原市の南総地区にある大字。郵便番号は290-0503。

## 概要
市原市中東部にある。

## 地理
北は新巻、東は堀越、南は原田と島田、西は川在と真ケ谷と接している。

## 歴史

### 沿革
江戸時代は市原郡に属する村の一部であった。
- 1967年 - 加茂村と共に合併市原市の一部となった。

## 世帯数と人口
2017年（平成29年）11月1日現在の世帯数と人口は以下の通りである。
| 町丁字 | 世帯数 | 人口  |
| ------ | ------ | ----- |
| 宿     | 75世帯 | 193人 |

## 通学区域
市立小学校・市立中学校と県立高等学校の通学区域は以下の通りである。
| 町丁字 | 範囲 | 小学校             | 中学校             | 高等学校 |
| ------ | ---- | ------------------ | ------------------ | -------- |
| 宿     | 全域 | 市原市立内田小学校 | 市原市立南総中学校 | 第9学区  |

## 施設
- 市原警察署内田駐在所

## 交通

### バス
最寄りバス停内田
- 小湊鉄道

| 系統       | 経由       | 行き先     | 参考        |
| ---------- | ---------- | ---------- | ----------- |
| 牛01、茂28 | 長南営業所 | 茂原駅南口 | [ 7 ] [ 8 ] |
| 牛01、茂28 | 安久谷     | 牛久駅     | 上記と同じ  |

### 道路
- 国道409号